# Pteris ramosii
Pteris ramosii là một loài dương xỉ trong họ Pteridaceae. Loài này được Copel. mô tả khoa học lần đầu tiên năm 1952.
Danh pháp khoa học của loài này chưa được làm sáng tỏ.